# ZiŁ-111

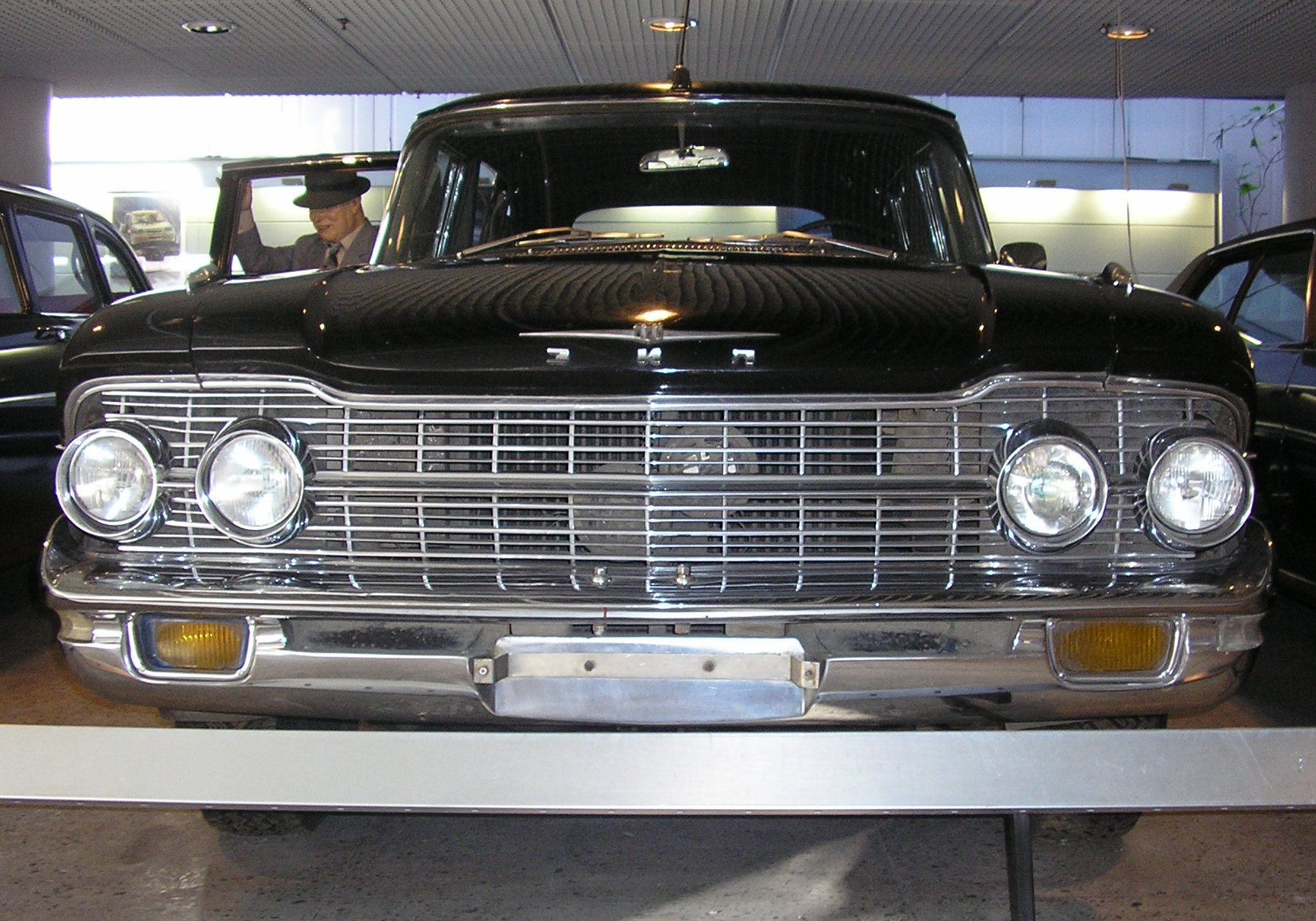
ZiŁ-111G

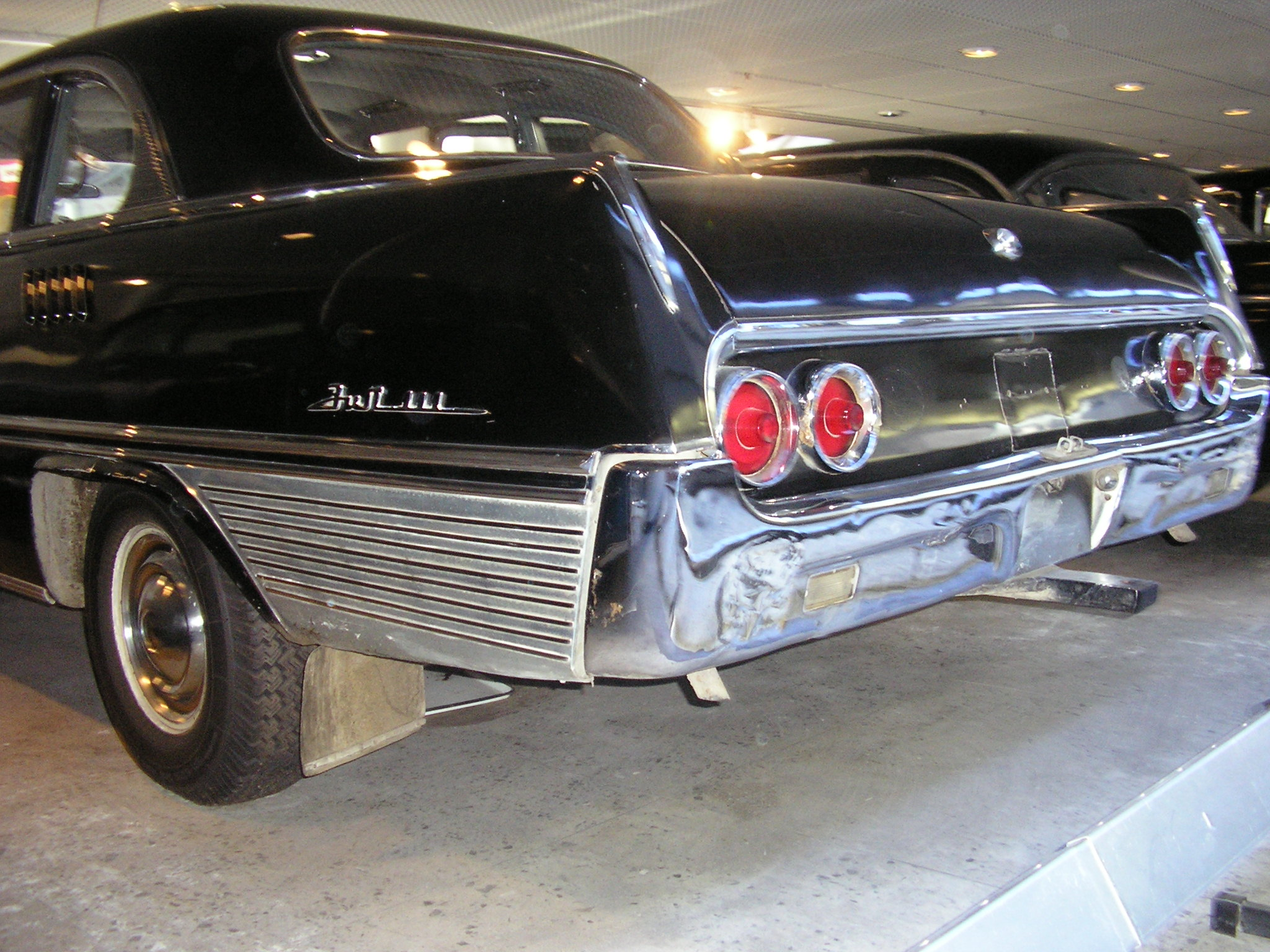
ZiŁ-111G

ZiŁ-111 – luksusowy samochód osobowy produkowany przez radziecką firmę ZiŁ w latach 1958–1967.

## Historia
ZiŁ-111 był następcą modelu ZiS-110 jako luksusowej limuzyny dla najwyższych władz państwowych i partyjnych ZSRR. Mimo że ZiS-110, którego nadwozie zostało skopiowane z amerykańskiego Packarda z 1942 roku, w latach 50. wyglądał już archaicznie, dopiero nowy radziecki przywódca Nikita Chruszczow dostrzegł potrzebę zamiany reprezentacyjnego samochodu. Pierwszy projekt nadwozia ZiŁa-111 z 1956 roku, o nazwie Moskwa (autorstwa Walentyna Rostkowa), nie został zaakceptowany. Autorem ostatecznego projektu karoserii był projektant zakładów GAZ Lew Jeriemiejew, który stworzył także podobną, lecz nieco mniejszą Czajkę. Nadwozie 111, w stylu "aerokosmicznym", nawiązywało swoim wyglądem do amerykańskiej mody samochodowej połowy lat 50., będąc podobne zwłaszcza do modeli Packarda z lat 1955-1956 (w celu zapoznania się ze światowymi trendami, władze radzieckie zakupiły kilka modeli samochodów amerykańskich, w tym Packard Carribean Convertible i Packard Patrician z 1956 r.). Seria przedprodukcyjna została wypuszczona w 1957 roku, a produkcja na niewielką skalę (średnio 12 na rok) ruszyła od listopada 1958 i trwała do grudnia 1962. ZiŁ-111 był dostępny jako 4-drzwiowy sedan. Do napędu użyto nowo skonstruowanego silnika V8 o pojemności sześciu litrów konstrukcji ZiŁ. Moc przenoszona była na oś tylną poprzez 2-biegową automatyczną skrzynię biegów (wzorowaną na amerykańskiej transmisji PowerFlite Chryslera). Powstały także warianty 111A – wyposażony w klimatyzację (różniący się mniejszą, niepanoramiczną szybą tylną z powodu konieczności umieszczenia w słupkach kanałów powietrza) oraz 111W (ros. 111В) – z nadwoziem typu kabriolet (zbudowany w liczbie 12 sztuk w latach 1960-1962).
W roku 1962 samochód przeszedł zmianę wyglądu nadwozia, zgodnie z ówczesną modą amerykańską. Zmodyfikowany model, produkowany od grudnia 1962, oznaczono jako 111G (ros. 111Г). Pas przedni nawiązywał do Cadillaców z lat 1961–62, pas tylny zaś (szczególnie podwójne światła) do samochodów Mercury z lat 60. Również ten model miał swoją wersję kabrioletu, ZiŁ-111D, zbudowaną w liczbie 8 sztuk. Dwa z ośmiu wyprodukowanych egzemplarzy znajdują się na terenie Polski, pierwszy znajduje się w Katowicach w kolekcji Old Timers Garage, drugi natomiast znaleźć można w Muzeum Broni Pancernej w Poznaniu.
Łącznie w latach 1958-1967 zbudowano 112 samochodów ZiŁ-111 wszystkich modeli, w tym tylko 26 ZiŁ-111G.
Na bazie modelu ZiŁ-111, powstał udany mikrobus o awangardowej stylistyce, ZiŁ-118 Junost (Młodość), lecz z powodu nikłego zainteresowania władz wyprodukowano jedynie 20 egzemplarzy.
W odróżnieniu od poprzedniego reprezentacyjnego modelu ZiS-110, który był używany jako samochód służbowy dla stosunkowo szerokiej elity władz partyjnych i państwowych, a także istniał w wersji taksówki i sanitarki, ZiŁ-111 miał ściśle ekskluzywny charakter i dostępny był wyłącznie dla najwyższych władz radzieckich, nie niższej rangi, niż członków Politbiura KC KPZR. Samochody te otrzymywały także niektóre głowy zaprzyjaźnionych państw, m.in. kabriolety ZiŁ-111D zostały podarowane Erichowi Honeckerowi i Fidelowi Castro. Samochód ZiŁ-111 został następnie zastąpiony przez model ZiŁ-114.

## Dane techniczne ('67 111G)

### Silnik
- V8 6,0 l (5980 cm³), 2 zawory na cylinder, OHV
- Układ zasilania: gaźnik
- Średnica cylindra × skok tłoka: 100 mm × 95 mm[1]
- Stopień sprężania: 9,0:1
- Moc maksymalna: 200 KM (147 kW) przy 4200 obr./min[1]
- Maksymalny moment obrotowy: 442 N•m przy 2200 obr./min

### Osiągi
- Przyspieszenie 0–100 km/h: 23 s[6]
- Prędkość maksymalna: 170 km/h[1]
- Średnie zużycie paliwa: 19 l / 100 km (przy 60 km/h)[1]

### Inne
- Promień skrętu: 7,5 m[1][11]
- Koła: 8,90x15[1]
- Rozstaw kół:
  - Oś przednia: 1570 mm[1]
  - Oś tylna: 1650 mm[1]
- Zawieszenie:[5]
  - przednie: niezależne, wahaczowe, z dwoma pionowymi sprężynami cylindrycznymi, hydrauliczne amortyzatory dźwigniowe
  - tylne: oś sztywna, podłużne resory półeliptyczne, hydrauliczne amortyzatory teleskopowe podwójnego działania